# Taťána Kozlovová
Taťána Kozlovová (rusky Татья́на Генна́дьевна Козлова; * 26. listopadu 1986) je ruská reprezentantka v lyžařském orientačním běhu a orientačním běhu. Je několikanásobnou medailistkou z mistrovství světa a juniorského mistrovství světa v lyžařském OB. Má také jednu medaili z klasického OB, ze štafet na mistrovství světa juniorů v roce 2006 v litevském Druskininkai.